# William R. Cosentini
William Randolph Cosentini (* 12. Juni 1911 in New York City; † 28. Januar 1954 ebenda) war ein US-amerikanischer Maschinenbauingenieur und Unternehmer, der Cosentini Associates gründete.

## Biographie
William Cosentini wurde 1911 als zweites Kind der italienischen Einwanderer Eugenio und Vincenza Cosentini geboren. Er hatte einen älteren Bruder, John (* 1909), und eine jüngere Schwester, Mary (* 1913).
Er besuchte die New York University, wo er seinen Master in Maschinenbau erlangte. Im Jahre 1944 heiratete er Rose Destefano, mit der er später zwei Kinder hatte. Rose starb schon 1947 mit 36 Jahren.
Im Jahre 1951 gründete Cosentini WR Cosentini & Associates. Das Unternehmen wurde später als Cosentini Associates bekannt. In den frühen Tagen des Unternehmens arbeitete er an mehreren größeren Projekten, einschließlich der Installation der Heizung und Klimaanlage im Chrysler Building.
William Cosentini verstarb am 28. Januar 1954 im Alter von 42 Jahren. Inzwischen hat sein Unternehmen 300 Mitarbeiter und verfügt über Niederlassungen in verschiedenen Städten auf der ganzen Welt, darunter Shanghai, Moskau und Paris.